# Wild Things (film)
Wild things is een Amerikaanse misdaadfilm uit 1998 onder regie van John McNaughton. De film bevat een reeks plotwendingen, waardoor het tot de laatste scène duurt voordat de kijker precies te zien krijgt hoe alles in elkaar steekt. De begeleidende muziek van George S. Clinton werd in 1999 genomineerd voor een Saturn Award.
Wild things kreeg in 2004 een vervolg genaamd Wild Things 2, waarop in 2005 weer Wild Things: Diamonds in the Rough volgde. Beide films werden als direct-naar-dvd uitgebracht.

## Verhaal
Sam Lombardo is een aantrekkelijke studiebegeleider die op de universiteit veel aandacht trekt van zijn studentes. Een studente, Kelly Van Ryan, is smoorverliefd op hem en wil seks met Lombardo. Lombardo wijst haar af. Om wraak te nemen beschuldigt ze Lombardo ervan haar verkracht te hebben. Aangezien haar ouders erg rijk zijn wordt het een hoogoplopende rechtszaak. Suzie Toller, een arme probleemjongere, beschuldigt Lombardo er ook van haar verkracht te hebben, een jaar eerder. Lombardo heeft haar ooit lelijk in de steek gelaten toen ze hem nodig had en nu wil Suzie wraak op hem nemen door Kelly te helpen. Op de rechtszaak kan Suzie de druk echter niet aan en ze bekent dat haar getuigenis, en die van Kelly, vals zijn. Ze vertelt hoe zij en Kelly wraak wilden nemen op Lombardo. Kelly slaat door in de rechtbank, waardoor Lombardo's onschuld volledig wordt bewezen.
Aangezien Kelly meineed heeft gepleegd, heeft Lombardo recht op een fikse schadevergoeding van de Van Ryans. Nadat Lombardo het geld gekregen heeft blijkt dat hij, Kelly en Suzie samenwerkten om de Van Ryans geld te ontfutselen. De valse verklaringen, de bekentenis van Suzie en het doorslaan van Kelly waren allemaal in scène gezet. Inspecteur Ray Duquette heeft sterke twijfels over de echtheid van de zaak. Hij probeert de meiden bang te maken om ze alles te laten bekennen, maar zonder resultaat. Lombardo en Kelly voelen echter aan dat Suzie heel gevoelig is voor de verdachtmakingen van Duquette en besluiten haar uit de weg te ruimen. Lombardo neemt Suzie op een keer mee voor een zeiltochtje en slaat haar vervolgens dood met een wijnfles. Samen met Kelly dumpt Lombardo het lijk. Wanneer Duquette op zoek gaat naar Suzie en erachter komt dat Suzie is gestorven, is dit bewijs genoeg dat Lombardo achter haar dood zit. Hij besluit naar Kelly’s huis te gaan om haar te beschermen voor Lombardo. Als Duquette binnenkomt valt Kelly hem aan. Duquette schiet om zich te verdedigen en Kelly overleeft dit niet. Duquette wordt ontslagen.
Lombardo zit inmiddels lekker aan de zonnige kust. Dan blijkt dat Duquette samenwerkte met Lombardo. Duquette zou de rol als argwanende inspecteur spelen en vervolgens Lombardo van Kelly ontdoen, zodat Duquette en Lombardo alleen konden delen. Lombardo maakt een zeiltripje met Duquette en gooit hem vervolgens op slinkse wijze van boord, zodat hij al het geld alleen kan houden. Duquette weet echter weer aan boord te kruipen en wil Lombardo vermoorden. Hij wordt echter met een harpoengeweer neergeschoten door Suzie, die nog blijkt te leven en aan boord van het schip is. Lombardo en Suzie bleken samen Suzies dood in scène te hebben gezet. Suzie geeft Lombardo een glas whisky om de overwinning te vieren. Er blijkt echter vergif in de whisky te zitten, waardoor Lombardo sterft. Suzie gooit hem vervolgens van boord en gaat er met het jacht en al het geld vandoor.
In plaats van Lombardo, bleek Suzie de hele tijd het brein te zijn achter het groots opgezette plan. Ze chanteerde Lombardo met foto's waarop hij en Kelly gemeenschap hebben. Lombardo was gedwongen mee te werken. Suzie neemt ook via Lombardo Duquette op in het plan, met wie ze nog een rekening te vereffenen had. Duquette schoot ooit haar vriendje dood en arresteerde Suzie zodat ze niet kon getuigen. Suzie zorgt ervoor dat alles juridisch in orde is door een corrupte advocaat in de arm te nemen (de advocaat die eerder Lombardo verdedigde). Deze advocaat blijkt dus ook medeplichtig te zijn.

## Rolverdeling
| Acteur            | Personage             |
| ----------------- | --------------------- |
| Matt Dillon       | Sam Lombardo          |
| Denise Richards   | Kelly Lanier Van Ryan |
| Neve Campbell     | Suzie Marie Toller    |
| Kevin Bacon       | Ray Duquette          |
| Daphne Rubin-Vega | Gloria Perez          |
| Bill Murray       | Kenneth Bowden        |
| Theresa Russell   | Sandra Van Ryan       |
| Robert Wagner     | Tom Baxter            |
| Carrie Snodgress  | Ruby                  |
| Jennifer Taylor   | Barbara Baxter        |

## Prijzen en nominaties
- 1998 - LAFCA Award
  - Gewonnen: Bill Murray, als beste ondersteunende rol
- 1999 - Blockbuster Entertainment Award
  - Gewonnen: Daphne Rubin-Vega, als beste vrouwelijke ondersteunende rol
- 1999 - Saturn Award
  - Genomineerd: Beste muziek
- 1999 - MTV Movie Award
  - Genomineerd: Beste zoenscène
- 1999 - ALMA Award
  - Genomineerd: Daphne Rubin-Vega als beste actrice.

## Achtergrond
- De film werd grotendeels opgenomen in het plaatsje Coconut Grove.